# Rikki Six
Rikki Six, née le 18 décembre 1990 à Riverside, en Californie, est une actrice de films pornographiques américaine.

## Distinctions
Récompenses
- 2014 : AVN Award, nommée.